# Cyclotyphlops deharvengi
Cyclotyphlops deharvengi – gatunek węża z podrodziny Asiatyphlopinae w rodzinie ślepuchowatych (Typhlopidae).

## Zasięg występowania
C. deharvengi występuje endemicznie na wyspach Buton, Kabaena i Celebes należących do Indonezji. 

## Taksonomia
Gatunek i rodzaj po raz pierwszy naukowo opisali w 1994 roku holenderski zoolog Herman A.J. in den Bosch i francuski herpetolog Ivan Ineich na łamach „Journal of Herpetology”. Jako miejsce typowe odłowu holotypu autorzy wskazali Malawę, między Maros i Watampone na Celebesie Północnym w Indonezji. Holotypem był okaz (MHN 1990.4279) o nieznanej płci i wieku z kolekcji Louisa Deharvenga odłowiony podczas wyprawy „Maros 88” Pirenejskiego Towarzystwa Speologicznego w dniu 12 lipca 1988 roku.

### Etymologia
- Cyclotyphlops: gr. κυκλος kuklos „koło”; τυφλωψ tuphlōps, τυφλωπος tuphlōpos „ślepy wąż”[2].
- deharvengi: Louis Deharveng, francuski entomolog[2].

## Morfologia
Mały wąż o długości od pyska do kloaki wynoszącej 141 mm; długość ogona 4,5 mm; szerokość głowy 3,7 mm; wysokość głowy 2,6 mm; szerokość szyi 3,4 mm; szerokość ciała 3,8–4,5 mm; szerokość podstawy ogona 3,5 mm. Głowa nieco szersza niż szyja i wklęsła. Pysk zaokrąglony ze zwisającą dolną szczęką. Nozdrza niewidoczne z góry. Ciało prawie cylindryczne, choć lekko spłaszczone od strony grzbietowo-brzusznej do przodu ciała.